# Kamikazen - Ultima notte a Milano
Kamikazen - Ultima notte a Milano è un film del 1987 diretto da Gabriele Salvatores. 
Si tratta d'una libera trasposizione del dramma Comedians dell'inglese Trevor Griffiths, già portato in scena dallo stesso Salvatores - coadiuvato dal duo Gino e Michele per quanto ne riguardano traduzione ed adattamento - in uno spettacolo del Teatro dell'Elfo nel 1985.

## Trama
Milano, 22 luglio 1987. Sei comici dilettanti e disperati vengono chiamati dal loro agente ludopatico per una serata: ridotto infatti quasi sul lastrico a causa d'una cattiva puntata alle corse dei cavalli, il manager Corallo s'inventa una storia per convincerli a sborsare una quota di 100.000 lire a testa per ritagliarsi uno spazio all'interno d'una serata del Bounty Club, uno squallido e malfamato locale notturno della città, dove a suo dire sarà presente un responsabile di Drive in, celeberrimo varietà televisivo dell'epoca, in cerca di nuovi talenti da lanciare nel programma; i sei avranno dunque 24 ore per preparare i propri numeri. Nel frattempo Corallo contatta Colombo, titolare del club,  per accordarsi sulla somma di 500.000 lire da farsi assegnare per far esibire i propri protetti; con la somma del denaro fattosi consegnare dai suoi comici e da Colombo, l'agente si potrà pagare i numerosi debiti.
Da qui in poi viene dunque rappresentata la giornata, prima della fatidica sera al Bounty, d'ognuno dei sei comici: Vincenzo Amato, che si divide tra una moglie napoletana grassa e depressa ed un'amante, frequentata perlopiù in fugaci incontri amorosi tra le cassette di frutta del mercato generale dove lavora, che lo preme affinché faccia qualcosa per sistemare la sua doppia vita ed ufficializzare il loro rapporto; il duo di Gino e Achille che, litigando praticamente su tutto e tutti, gestiscono una modesta trattoria fintanto che non avranno modo di sfondare e si fanno pian piano rabbonire da tal Santino, un fantomatico agente di spettacolo internazionale che, malgrado millanti rapporti di lavoro con Woody Allen ed altre figure hollywoodiane (tanto da esibirne a riprova un'agendina), cena spesso e volentieri a sbafo nel ristorante dei due; il napoletano Nicola Minichino il quale, d'alcuni anni ormai che langue in solitudine nel capoluogo lombardo nella speranza di sfondare nel mondo dello spettacolo, medita sul fatto di ritornarsene a casa qualora non dovesse riuscire ed intreccia frattanto una certa intesa con la trascurata moglie di Vincenzo; Antonio Pesci gestisce una sala giochi e sogna la celebrità, volendo pure staccarsi dal giro di favori e dipendenze con una banda criminale con la quale è indebitato; ed infine Walter Zappa, un caustico e confusionario fattorino un po' punk, impiegato alla stazione Centrale, che passa il suo tempo tra la fidanzata Marta, che gli rinfaccia spesso la sua immaturità nella vita e nel lavoro, un travestito di nome Ettore, le chiacchiere e le gare sui muletti elettrici con i colleghi (specie col pseudomistico Davide, contro il quale perde sempre), la sala giochi di Pesci e l'amico ingenuo e romantico Bruno, col quale rischierà pure di guastare l'amicizia a causa d'una sua fugace tresca imbastita inconsapevolmente con una donna di cui l'amico è invaghito (e che per di più si scoprirà poi essere una prostituta che agisce sotto falsi nomi).
Arriva finalmente la serata al Bounty e, per puro caso, tra il pubblico del locale è presente davvero una responsabile di Drive In, Caterina De Lellis. Come previsto, ognuno dei comici si esibisce: soltanto Vincenzo e Pesci la spunteranno, i quali firmano un contratto con De Lellis, mentre gli altri si ritireranno con una delusione in più; Nicola e la moglie di Vincenzo, con il quale la donna ha ormai maturato il proposito d'interrompere il rapporto (soprattutto alla luce della considerazione che Vincenzo ha veramente di lei, emersa nel numero incentrato sulla sua vita coniugale), si mettono insieme e decidono di partire per Napoli, Gino e Achille danno il benservito a Corallo, dopo avergli rinfacciato tutte le sue mancanze nei loro confronti, e si mettono quindi sotto la tutela di Santino (il quale, però, già fa intravedere un'incompetenza ancor maggiore di Corallo) ed infine Walter che, ricongiuntosi con Bruno dopo la contesa amorosa (comunque troncata senza patimenti), s'imbatte per la strada proprio col collega Davide, venuto per assistere al suo numero senza essere però riuscito ad entrare nel locale, con il quale improvvisa una gara a piedi, stavolta vincendo ed a seguito di cui si proclama ironicamente "il comico più veloce di Milano".

## Produzione

### Cast
Nel film vi sono diverse comparse di altri volti noti del cabaret milanese. Appaiono infatti Aldo Baglio e Giovanni Storti, all'epoca semplicemente un duo e in seguito componenti del famoso trio di Aldo, Giovanni e Giacomo (Aldo è uno dei clienti nella scena del ristorante di Bebo Storti, mentre Giovanni è il maresciallo dei Carabinieri che interroga in caserma Paolo Rossi e Laura Ferrari); Gino e Michele appaiono in due momenti separati del film, Michele Mozzati interpreta lo spettatore nel night che dà in prestito un orologio d'oro a Bebo Storti e Renato Sarti per il loro numero di magia, mentre Luigi Vignali è uno degli ascoltatori dell'aneddoto sgurz di David Riondino in Stazione Centrale. Il regista della pellicola Gabriele Salvatores interpreta l'improvvisato cliente di Isabella nel diurno della stazione. Diego Abatantuono compare nella scena iniziale all'ippodromo mentre Raul Cremona e Valerio Staffelli sono due dei mafiosi che offrono la loro "protezione" ad Antonio per la sua sala giochi.
Bebo Storti è accreditato nei titoli d'apertura come Alberto Storti, suo vero nome all'anagrafe, mentre Aldo Baglio e Valerio Staffelli non compaiono negli accrediti. Il film fu una rampa di lancio per molti giovani attori che erano agli esordi e diventeranno volti noti negli anni a seguire: oltre a quelli già citati, Claudio Bisio, Silvio Orlando, Antonio Catania e Gigio Alberti.

## Remake
Il film del 2021 Comedians, diretto dallo stesso Salvatores, è di fatto un parziale remake di questo film, essendo ispirato all'omonimo dramma di Trevor Griffiths.